# Peter van der Bosch
Peter van der Bosch (19 de octubre de 1686, en Bruselas – 14 de noviembre de 1736) fue un bolandista (jesuita hagiógrafo).
Tras estudiar humanidades en el Colegio de Bruselas de 1698 a 1705, ingresó en el noviciado de la Compañía de Jesús en Malinas el 25 de septiembre de 1705. Al término del noviciado cursó filosofía en Amberes, 1707–1709, y luego pasó un año en Italia para completar su formación literaria. Llamado de nuevo a Amberes en 1710, pasó seis años dedicado a la enseñanza y después se trasladó a Lovaina, donde siguió estudios de teología entre 1716 y 1720. Fue ordenado sacerdote en Lovaina en 1719 y se distinguió por la defensa pública de tesis en marzo y septiembre de 1719, y por su defensa «De Universa Theologia» en 1720. En 1721, al final de su tercera probación, fue nombrado asistente de los bolandistas y permaneció como miembro de este cuerpo el resto de su vida. Sus escritos hagiográficos se encuentran en julio, IV–VI, y agosto, I–III.